# 易卜拉欣·哈姆迪
易卜拉欣·穆罕默德·哈姆迪（阿拉伯語：إبراهيم محمد الحمدي；1943年9月30日—1977年10月11日）伊斯兰教沙斐仪派，是北也门的军事独裁者，1973年推翻阿卜杜·埃里亚尼政权，担任了国家指挥委员会主席兼武装部队总司令，1977年遇刺死亡。

## 生平
1943年，出生于穆塔瓦基利亚王国伊卜省马维亚县的逊尼派分支沙斐仪派家庭。
1959年，进入萨那军事学院学习。
1962年，参加“九·二六”革命。
1967年，任内政部副部长。
1968年，任总后备部队司令兼中央军区司令。
1971年，任代理副总理。
1972年，任武装部队副总司令。
1973年，任也门联盟政治局委员。
1974年，发动“纠偏运动”的政变，接管国家政权。
1977年，遇刺身亡。